# Boulder Flats (Wyoming)
Boulder Flats es un lugar designado por el censo ubicado en el condado de Fremont en el estado estadounidense de Wyoming. En el año 2010 tenía una población de 408 habitantes y una densidad poblacional de 8.64 personas por km².

## Geografía
Boulder Flats se encuentra ubicado en las coordenadas 42°54′56.56″N 108°47′58.06″O / 42.9157111, -108.7994611. Según la Oficina del Censo, la localidad tiene un área total de 47,2 km² (18,2 mi²), de la cual 47,2 km² (18,2 mi²) es tierra y 0 km² (0 mi²) (0.0%) es agua.

### Localidades adyacentes
El siguiente diagrama muestra a las localidades en un radio de 68 kilómetros (42,3 mi) de Boulder Flats.

## Demografía
En el 2000 la renta per cápita promedia del hogar era de $33.542, y el ingreso promedio para una familia era de $34.519. El ingreso per cápita para la localidad era de $13.888. En 2000 los hombres tenían un ingreso per cápita de $24.375 contra $23.125 para las mujeres. Alrededor del 23.0% de la población estaba bajo el umbral de pobreza nacional.